# Mario Francesco Pompedda
Mario Francesco kardinál Pompedda (18. dubna 1929, Ozieri – 18. října 2006, Řím) byl katolický duchovní a jeden z nejvýznamnějších církevních právníků 20. století. Byl dlouholetý člen Tribunálu Římské roty (od roku 1955), v roce 1993 se stal jeho děkanem. V roce 1999 jej papež Jan Pavel II., jmenoval prefektem Nejvyššího tribunálu Apoštolské signatury (nejvyšší soudní tribunál katolické církve). Tento post zastával do roku 2004, kdy podle zvyklosti podal rezignaci v den svých 75. narozenin. Kardinálem byl jmenován v roce 2001.
Je pohřben v katedrále v Oziery.

## Vyznamenání
- Konstantinův řád sv. Jiří[1]
- velkokříž se stříbrnou hvězdou Národního řádu Juana Mory Fernándeze – 2004